# Хашми
Хашми (груз. ხაშმი) — село в Грузии. Находится в Сагареджойском муниципалитете края Кахетия. Высота над уровнем моря составляет 770 метров. Население — 1632 человека (2014).